# Stećci u Bastu
Stećci u pločniku pred ulazom u župsku crkvu Uznesenja BDM u mjestu Bastu, predstavljaju zaštićeno kulturno dobro.

## Opis
U pločniku pred ulazom u župsku crkvu iz XVIII. stoljeća ugrađena su tri stećka-ploče ukrašena reljefima štitova i mačeva, koje se prema prikazanom oružju mogu datirati u XIV.-XV. stoljeće.

## Zaštita
Pod oznakom RST-12,24/68-66 zavedeni su pod vrstom "arheologija", pravna statusa zaštićena kulturnog dobra, klasificirano kao "kopnena arheološka zona/nalazište".